# Sommarvar
Sommarvar (Paralichthys dentatus) är en fiskart som först beskrevs av Carl von Linné 1766.  Sommarvar ingår i släktet Paralichthys och familjen Paralichthyidae. IUCN kategoriserar arten globalt som livskraftig. Inga underarter finns listade i Catalogue of Life.